# 仙石河岸駅
仙石河岸駅（せんごくがしえき）は、かつて群馬県邑楽郡大泉町（旧・大川村）にあった東武鉄道仙石河岸線の貨物駅（廃駅）である。

## 歴史
- 1939年（昭和14年）4月13日：仙石河岸線の小泉町 - 当駅間開業とともに開業[1][2]。
- 1940年（昭和15年）6月1日：当駅が南へ300 m移転する[1]。
- 1976年（昭和51年）10月1日：仙石河岸線の西小泉 - 当駅間廃止とともに廃止となる[1]。

## 駅構造
1面1線で、ホームだけがある。ホームより北は何もなかった。

## 駅周辺
- 利根川
- 刀水橋

## 現状

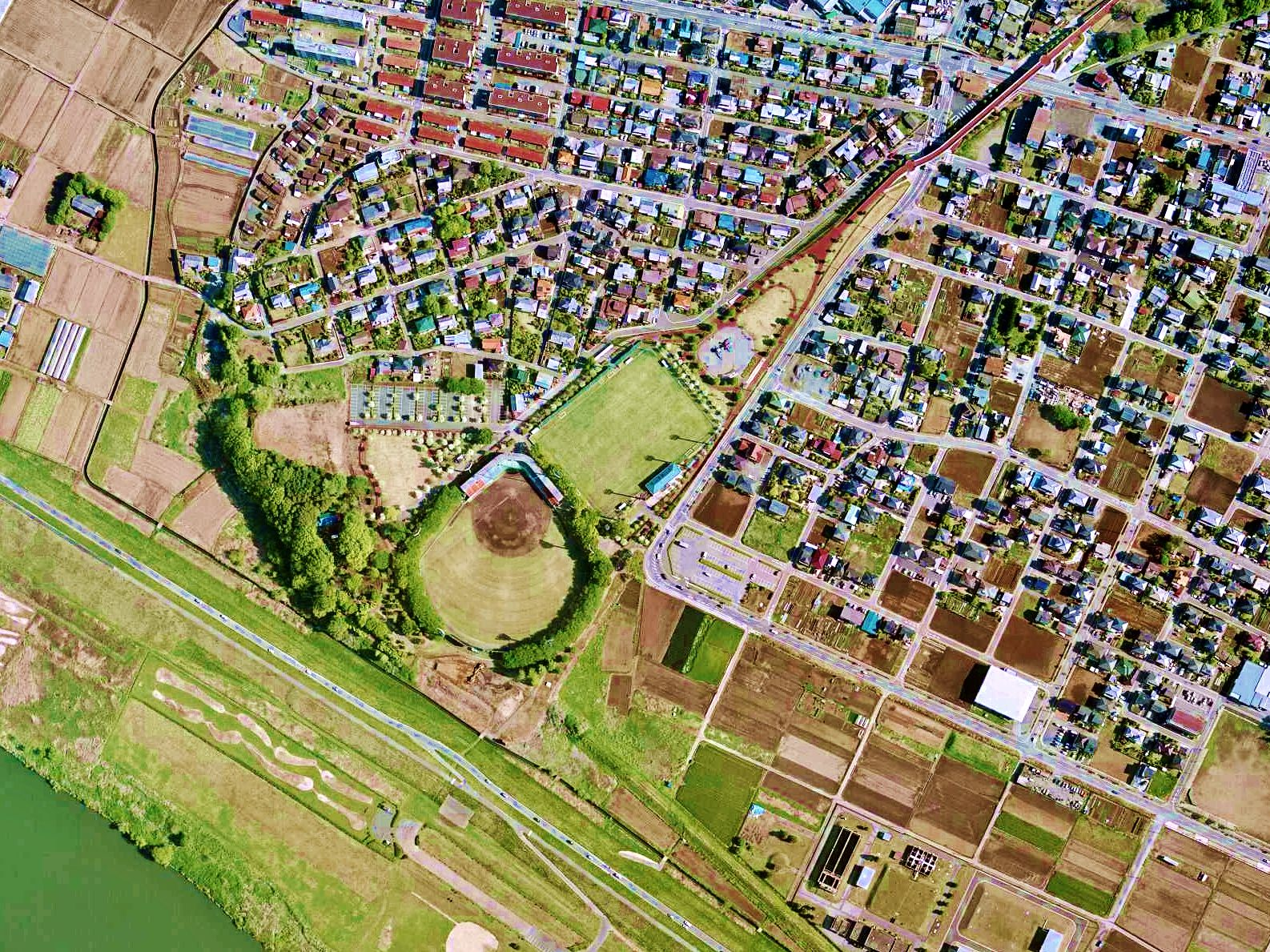
仙石河岸駅跡
（2009年）

当駅跡地は、いずみ総合公園町民野球場およびいずみサッカー場、線路跡はいずみ緑道となっている。
かつては新小泉駅から分岐して利根川を渡り、熊谷線妻沼駅（1983年廃止）まで鉄道を接続させる計画が存在し、当駅東側に用地が確保されていた。その名残として、付近には未成となった橋梁の橋脚が1基残されている。

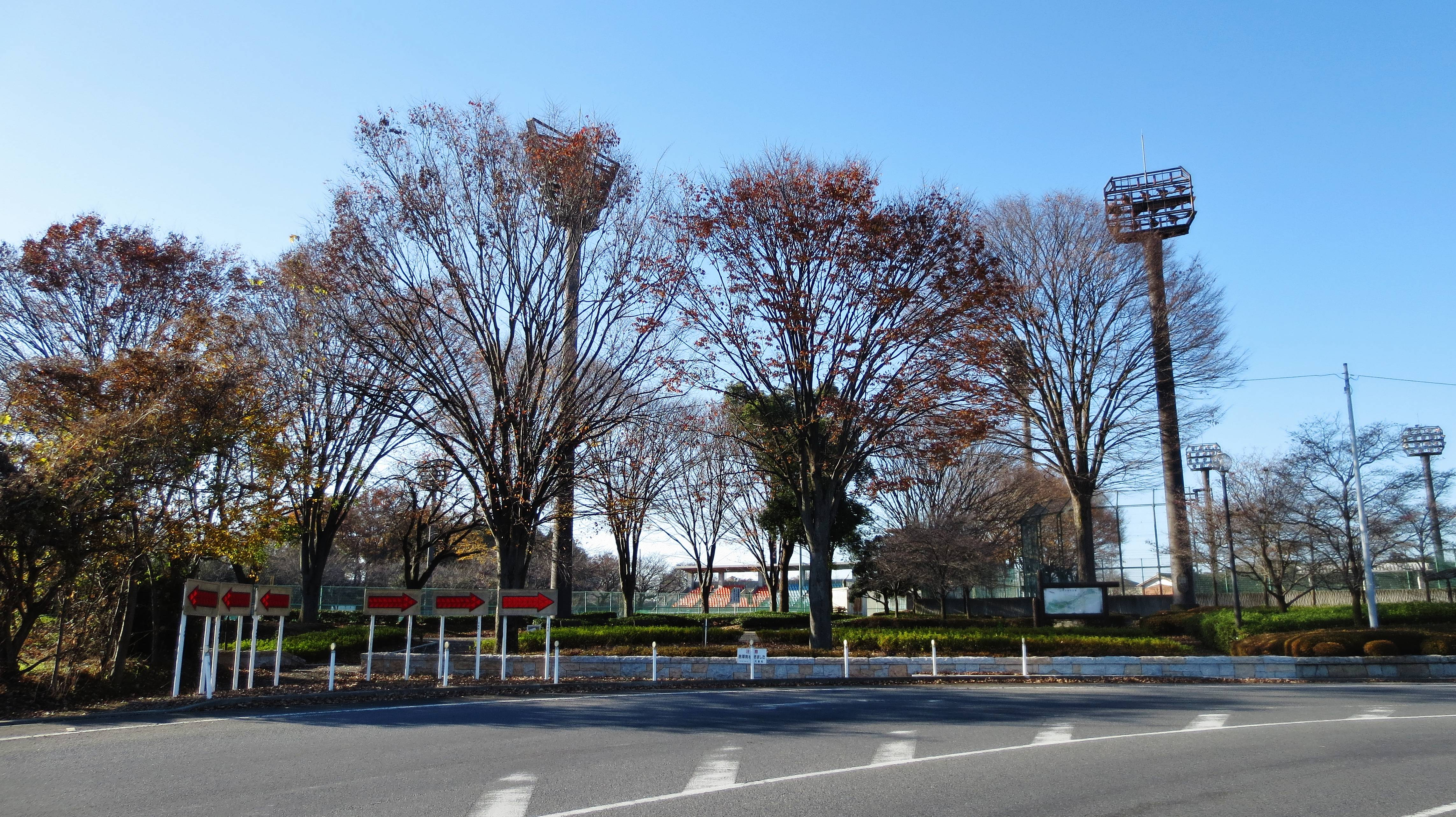
野球場・サッカー場
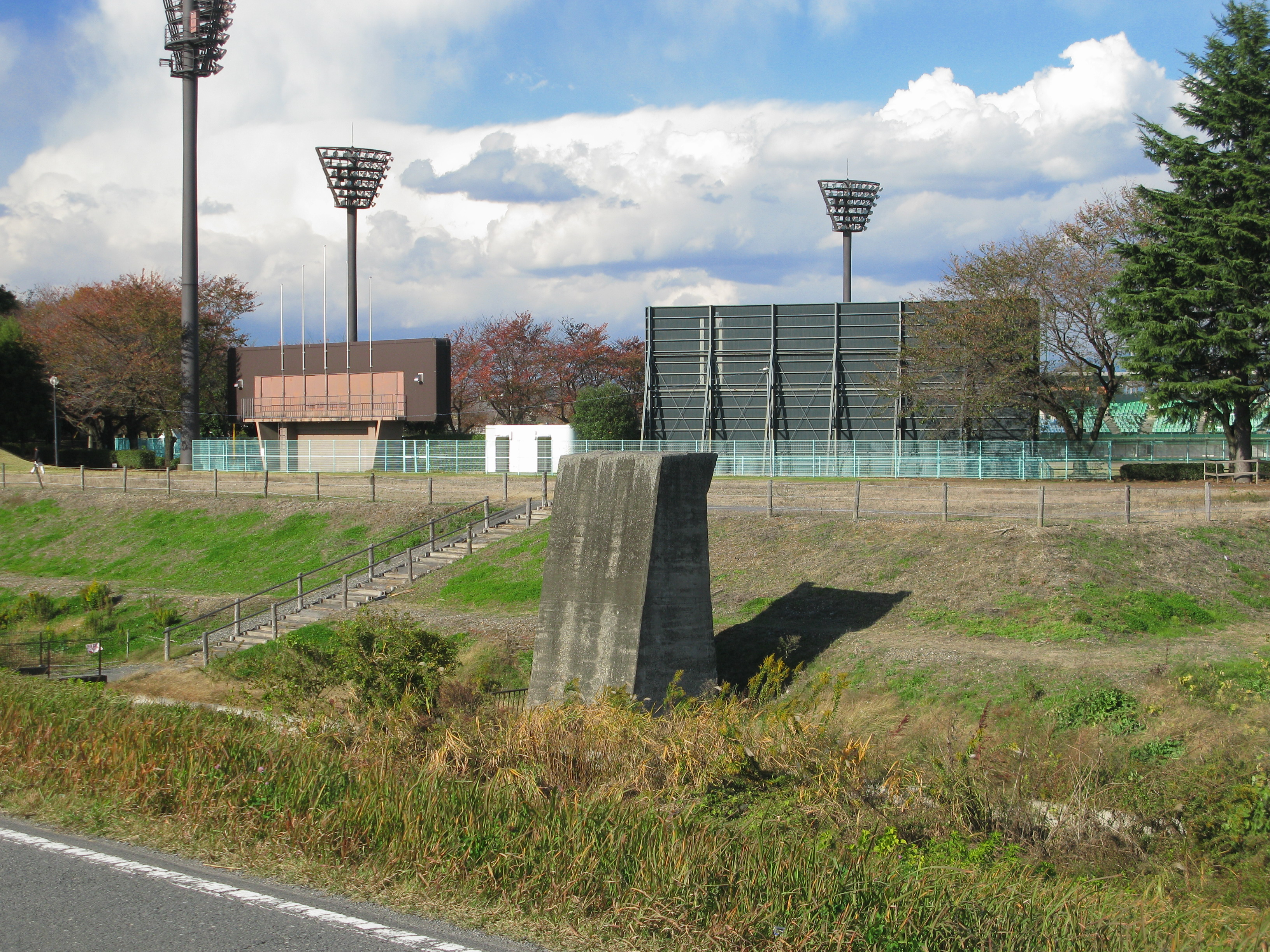
未成区間の橋脚

## 隣の駅
東武鉄道
仙石河岸線
（貨）新小泉駅 - （貨）仙石河岸駅